# Gba Majay Mymar
Kaba Ma Kyei(ကမ္ဘာမကျေ [ɡəbà mə tɕè]) là quốc ca của Myanmar.

## Lời
Tăyá hmyạ tạ lut lap chíng nệ mă đwè
Dọ pyè dọ myè‬
‪Máy lù khap đ‬é‪m nyém‪ jám zè b‪ọ‬
‪Khwịng tù nyì hmyạ wàdạ phyù sìng dẹ pyè
Dọ pyè dọ myè
Pyì dồng zụ ămwè ămyé tì dạm zè
Ădetthàn pyụ bè thén đém zọ lè.
‪𝄆 Găbà mă cè Myămà pyè
Dọ bó bwá ămwè sic mọ chic myat nó bè‬ 𝄇
Pyì dồng zụ gò ăđêk pé lọ dọ kà gwề mălè
Dà dọ pyè dà dọ myè dọ pằng nêk myè
Dọ pyè dọ myè ăcó gò nyì nyà zwà dọ dădwè
Thám xồng bà zọ lè dọ tà wùn bè ăphó tàn myè!

## Lời Tiếng Miến Điện
တရားမျှတ လွတ်လပ်ခြင်းနဲ့မသွေ၊
တို့ပြည်၊ တို့မြေ၊
များလူခပ်သိမ်း၊ ငြိမ်းချမ်းစေဖို့၊
ခွင့်တူညီမျှ၊ ဝါဒဖြူစင်တဲ့ပြည်၊
တို့ပြည်၊ တို့မြေ၊
ပြည်ထောင်စုအမွေ၊ အမြဲတည်တံ့စေ၊
အဓိဋ္ဌာန်ပြုပေ၊ ထိန်းသိမ်းစို့လေ။
𝄆 ကမ္ဘာမကျေ၊ မြန်မာပြည်၊[c]
တို့ဘိုးဘွား အမွေစစ်မို့ ချစ်မြတ်နိုးပေ။ 𝄇
ပြည်ထောင်စုကို အသက်ပေးလို့ တို့ကာကွယ်မလေ၊
ဒါတို့ပြည် ဒါတို့မြေ တို့ပိုင်နက်မြေ။
တို့ပြည် တို့မြေ အကျိုးကို ညီညာစွာတို့တစ်တွေ
ထမ်းဆောင်ပါစို့လေ တို့တာဝန်ပေ အဖိုးတန်မြေ။

## Dịch nghĩa
Trường tồn như thế giới này, Myanmar muôn năm!
Chúng ta yêu nơi đây bởi ta được kế thừa mảnh đất này từ tổ tiên.
Trường tồn như thế giới này, Myanmar muôn năm!
Chúng ta yêu nơi đây bởi ta được kế thừa mảnh đất này từ tổ tiên.
Chúng ta sẽ không tiếc thân mình để bảo vệ tổ quốc,
Đây là đất nước của chúng ta, mảnh đất của chúng ta và nó thuộc về chúng ta
Đây là đất nước và mảnh đất của chúng ta, vậy chúng ta hãy giữ gìn một quốc gia thống nhất
Đó là trách nhiệm đối với tổ quốc vô giá không gì có thể đắp đổi.
Trường tồn như thế giới này, Myanmar muôn năm!
Chúng ta yêu nơi đây bởi ta được kế thừa mảnh đất này từ tổ tiên.
Trường tồn như thế giới này, Myanmar muôn năm!
Chúng ta yêu nơi đây bởi ta được kế thừa mảnh đất này từ tổ tiên.
Chúng ta sẽ không tiếc thân mình để bảo vệ tổ quốc,
Đây là đất nước của chúng ta, mảnh đất của chúng ta và nó thuộc về chúng ta.
Đây là đất nước và mảnh đất của chúng ta, vậy chúng ta hãy giữ gìn một quốc gia thống nhất.
Đó là trách nhiệm đối với tổ quốc vô giá không gì có thể đắp đổi.
Trường tồn như thế giới này, Myanmar muôn năm!
Chúng ta yêu nơi đây bởi ta được kế thừa mảnh đất này từ tổ tiên.
Trường tồn như thế giới này, Myanmar muôn năm!
Chúng ta yêu nơi đây bởi ta được kế thừa mảnh đất này từ tổ tiên.
Chúng ta sẽ không tiếc thân mình để bảo vệ tổ quốc,
Đây là đất nước của chúng ta, mảnh đất của chúng ta và nó thuộc về chúng ta
Đây là đất nước và mảnh đất của chúng ta, vậy chúng ta hãy giữ gìn một quốc gia thống nhất
Đó là trách nhiệm đối với tổ quốc vô giá không gì có thể đắp đổi.